# Sim Iness
Simeon Garland „Sim“ Iness (* 9. Juli 1930 in Keota, Oklahoma; † 23. Mai 1996 in Porterville, Kalifornien) war ein US-amerikanischer Leichtathlet und Olympiasieger.
Bereits im Alter von 22 Jahren wurde Iness in Helsinki 1952 Olympiasieger im Diskuswurf mit der Weite von 55,03 m. Ein Jahr später erzielte er trotz Blessuren – vor seinen Würfen wurde er von einem Diskus im Gesicht getroffen – am 20. Juni in Lincoln/Nebraska mit 57,93 m einen Weltrekord.
Bei einer Körpergröße von 1,90 m betrug sein Wettkampfgewicht 109 kg.